# Koźma Minin (1916)
Lodołamacz "Koźma Minin" (ros. Ледокол "Козьма Минин") – rosyjski, francuski a następnie niemiecki statek.
Statek został zbudowany na zlecenie władz Rosji w brytyjskiej stoczni "Swan Hunter Wallsend on Tyne" w 1916 r. Na pocz. stycznia 1917 r. jako lodołamacz wszedł w skład Flotylli Północnego Oceanu Lodowatego. Portem macierzystym był Archangielsk. Po zajęciu miasta przez interwencyjne wojska alianckie 2 sierpnia 1918 r., statek przejęli Brytyjczycy, którzy przekazali go w 1919 r. Białym Rosjanom. Kapitanem został sztabskpt. Nikołaj F. Zacharkin. W nocy z 18 na 19 lutego 1920 r. na statku ewakuowało się do Norwegii ok. 650-800 Białych (wojskowych i cywili), w tym głównodowodzący Armią Północną gen. Jewgienij K. Miller ze swoim sztabem. Następnie statek dołączył do Eskadry Rosyjskiej, bazującej w Bizercie.
W 1928 r. statek przejęli Francuzi. Służył we francuskiej flocie wojennej pod nazwą "Castor" jako stawiacz min. Został zmotoryzowany oraz uzbrojony w działo 100 mm i 2 działka 37 mm. Mógł przenosić 368 min morskich.
Po zajęciu południowej Francji przez wojska niemieckie w listopadzie 1942 r., na statku 8 grudnia tego roku została wywieszona bandera hitlerowska. Według części źródeł statek zatonął 6 maja 1943 r. w porcie w Bizercie. Według innych źródeł statek służył jako jacht gauleitera Prus Wschodnich Ericha Kocha i zatonął dopiero w lutym 1945 r. na Morzu Bałtyckim niedaleko Pillau.